# De olijke oliemannen
De olijke oliemannen is het 111de stripverhaal van Jommeke. De reeks wordt getekend door striptekenaar Jef Nys.

## Verhaal
Kwak en Boemel, twee vrienden van Jommeke, zijn het weer eens beu om in hun vuil hol in de grond te leven. Daarom besluiten ze een nieuw hol te graven. Bij het graven spuit echter opeens olie uit de grond omhoog. Kwak en Boemel realiseren zich hun geluk, en beginnen onmiddellijk met het verkopen van de olie. Wat klein begint, groeit zeer snel uit tot een reuze bedrijf. Kwak en Boemel wennen snel aan de rijkdom, en meten zich een luxueuze levensstijl aan. Als puntje bij paaltje komt, blijkt dat de "oliebron" niets anders is dan een gat dat de twee vrienden hebben geslagen in een reeds bestaande pijptransport.
Hun hele handeltje zakt in mekaar, en uiteindelijk kunnen ze toch een nieuw gat in de grond beginnen graven.